# Austroaeschna forcipata
Austroaeschna forcipata är en trollsländeart som först beskrevs av Tillyard 1907.  Austroaeschna forcipata ingår i släktet Austroaeschna och familjen mosaiktrollsländor. IUCN kategoriserar arten globalt som nära hotad. Inga underarter finns listade i Catalogue of Life.